# Harashim
Harashim (hebreu: חֲרָשִׁים‎, lit. ‘artesans’) és un assentament comunitari al Districte del Nord d'Israel. És a l'Alta Galilea al nord de Karmiel i cau sota la jurisdicció del Consell Regional de Misgav. El 2021 tenia 377. Es troba a 830 metres d'altitud. Harashim és el lloc habitat més plujós d'Israel.

## Història
El poble es va establir el 1980 com a part del pla de la judaització de Galilea per alentir l'assentament jueu a la regió. El seu número es deriva de la propera Tel Harashim, un poble jueu de l'edat del ferro on es creu que els habitants treballaven com a ferrers.

## Geografia

### Clima
Harashim té un clima mediterrani (Classificació climàtica de Köppen: Csa) amb estius calorosos i secs i hiverns frescos, plujosos i ocasionalment nevats. El poble rep 986,8 mm de precipitació per any. Els estius són calorosos i sense pluja, amb una temperatura màxima mitjana de 29 °C i una temperatura mínima mitjana de 18 °C. Els hiverns són frescos i humits, i ocasionalment les precipitacions són en forma de neu. Els hiverns tenen una temperatura màxima mitjana de 12 °C i una temperatura mínima mitjana de 5 °C. Harashim és el lloc habitat més plujós d'Israel.
| Dades climàtiques a Harashim, 1991–2020    | Dades climàtiques a Harashim, 1991–2020 | Dades climàtiques a Harashim, 1991–2020 | Dades climàtiques a Harashim, 1991–2020 | Dades climàtiques a Harashim, 1991–2020 | Dades climàtiques a Harashim, 1991–2020 | Dades climàtiques a Harashim, 1991–2020 | Dades climàtiques a Harashim, 1991–2020 | Dades climàtiques a Harashim, 1991–2020 | Dades climàtiques a Harashim, 1991–2020 | Dades climàtiques a Harashim, 1991–2020 | Dades climàtiques a Harashim, 1991–2020 | Dades climàtiques a Harashim, 1991–2020 | Dades climàtiques a Harashim, 1991–2020 |
| Mes                                        | gen                                     | febr                                    | març                                    | abr                                     | maig                                    | juny                                    | jul                                     | ag                                      | set                                     | oct                                     | nov                                     | des                                     | anual                                   |
| ------------------------------------------ | --------------------------------------- | --------------------------------------- | --------------------------------------- | --------------------------------------- | --------------------------------------- | --------------------------------------- | --------------------------------------- | --------------------------------------- | --------------------------------------- | --------------------------------------- | --------------------------------------- | --------------------------------------- | --------------------------------------- |
| Màxima rècord °C (°F)                      | 22.0 (71.6)                             | 24.4 (75.9)                             | 32.0 (89.6)                             | 34.1 (93.4)                             | 36.0 (96.8)                             | 37.9 (100.2)                            | 40.0 (104)                              | 39.9 (103.8)                            | 39.5 (103.1)                            | 35.0 (95)                               | 29.5 (85.1)                             | 24.0 (75.2)                             | 40 (104)                                |
| Màxima mitjana °C (°F)                     | 11.3 (52.3)                             | 12.4 (54.3)                             | 15.7 (60.3)                             | 20.0 (68)                               | 24.6 (76.3)                             | 27.1 (80.8)                             | 28.9 (84)                               | 29.3 (84.7)                             | 27.7 (81.9)                             | 24.5 (76.1)                             | 18.5 (65.3)                             | 13.5 (56.3)                             | 21.13 (70.02)                           |
| Mitjana diària °C (°F)                     | 8.2 (46.8)                              | 8.8 (47.8)                              | 11.3 (52.3)                             | 14.7 (58.5)                             | 18.8 (65.8)                             | 21.5 (70.7)                             | 23.4 (74.1)                             | 23.7 (74.7)                             | 22.1 (71.8)                             | 19.3 (66.7)                             | 14.5 (58.1)                             | 10.3 (50.5)                             | 16.38 (61.48)                           |
| Mínima mitjana °C (°F)                     | 5.0 (41)                                | 5.1 (41.2)                              | 6.9 (44.4)                              | 9.5 (49.1)                              | 13.0 (55.4)                             | 16.0 (60.8)                             | 18.0 (64.4)                             | 18.2 (64.8)                             | 16.4 (61.5)                             | 14.1 (57.4)                             | 10.4 (50.7)                             | 7.2 (45)                                | 11.65 (52.98)                           |
| Mínima rècord °C (°F)                      | −5.0 (23)                               | −5.0 (23)                               | −0.6 (30.9)                             | −2.2 (28)                               | 3.5 (38.3)                              | 8.6 (47.5)                              | 12.2 (54)                               | 12.6 (54.7)                             | 11.0 (51.8)                             | 4.6 (40.3)                              | −0.2 (31.6)                             | −2.8 (27)                               | −5 (23)                                 |
| Precipitació mitjana mm (polzades)         | 267 (10.51)                             | 189 (7.44)                              | 106 (4.17)                              | 47 (1.85)                               | 17.4 (0.685)                            | 1.7 (0.067)                             | 0 (0)                                   | 0 (0)                                   | 4.7 (0.185)                             | 33 (1.3)                                | 107 (4.21)                              | 214 (8.43)                              | 986.8 (38.847)                          |
| Mitjana de dies de precipitació (≥ 0.1 mm) | 12.5                                    | 10.3                                    | 8.0                                     | 4.3                                     | 2.1                                     | 0.5                                     | 0                                       | 0                                       | 0.7                                     | 3.4                                     | 6.0                                     | 10.5                                    | 58.3                                    |
| Font: Servei Meteorològic d'Israel         |                                         |                                         |                                         |                                         |                                         |                                         |                                         |                                         |                                         |                                         |                                         |                                         |                                         |